# ماده اولیه (کیمیاگری)

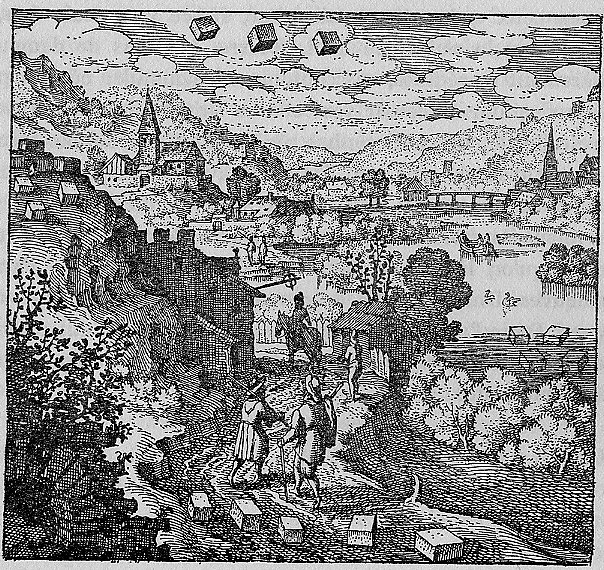
نشان کیمیاگری که حضور همه‌جانبه ماده فلسفی را نشان می‌دهد. مکعب‌های درون تصویر، نشان دهنده ماده اولیه هستند. "سنگی که عطارد است، بر زمین ریخته می‌شود، بر کوه‌ها بلند می‌شود، در هوا ساکن است، و در آب‌ها تغذیه می‌شود." (آتالانتا فوجینز مایکل مایر. ۱۶۱۷.)

در کیمیاگری و فلسفه، ماده اولیه یا ماده نخستین (برای توضیح فلسفی به: ماده و صورت مراجعه کنید)، ماده اولیه ای است که در همه جا هست و برای کار بزرگ کیمیاگری و ایجاد سنگ فلاسفه مورد نیاز است. ماده اولیه، اسامی بسیار فراوانی دارد. این ماده، اساس بی‌شکل و بدوی همه مواد است که شبیه به هرج و مرج، عنصر پنجمین (جوهر حقیقی اشیا) یا اتر است. کیمیاگران باطنی ماده اولیه را با استفاده از تشبیه توصیف می‌کنند و آن را با مفاهیمی مانند روح جهانی مقایسه می‌کنند.

## تاریخچه
گاهی اوقات مفهوم ماده اولیه به ارسطو نسبت داده می‌شود. ریشه‌های اولیه این ایده را می‌توان در فلسفه آناکساگوراس یافت، که نوس را در رابطه با هرج و مرج توصیف می‌کند. این مفهوم با کیهان‌شناسی امپدوکلس نیز مرتبط است.
هنگامی که کیمیاگری در مصرِ یونانی-رومی بر پایه‌های فلسفه یونان توسعه یافت، مفهوم ماده اولیه را به‌عنوان یک اصل بنیادی شامل شد. مری آن اتوود از واژه‌های منسوب به آرنالدوس دو ویلا نوا برای توصیف نقش ماده اولیه در نظریه بنیادی کیمیاگری استفاده می‌کند: «اینکه در طبیعت ماده ناب خاصی وجود دارد، که با کشف و به کمال رساندن هنر، به تناسب تمام اجسام ناقصی را که آنها را لمس می‌کند را به خودش مبدل می‌سازد .» اگرچه توصیفات ماده اولیه در طول تاریخ تغییر کرده‌است، اما این مفهوم در اندیشه کیمیاگری محوری باقی مانده‌است.

## اسامی
نویسندگان کیمیاگری از تشبیهات برای توصیف ماهیت جهانی ماده اولیه استفاده کردند. آرتور ادوارد ویت بیان می‌کند که همه نویسندگان کیمیاگری «نام واقعی» آن را پنهان کرده‌اند. از آنجایی که ماده اولیه دارای تمام صفات و خصوصیات چیزهای ابتدایی است، نام‌های اقسام اشیاء، به آن اختصاص داده شده‌است. گزارش مشابهی را می‌توان در کتاب Theatrum Chemicum یافت:
آنها ماده اولیه را با همه چیز مقایسه کرده‌اند: با مرد و زن، با هیولای هرمافرودیت، با آسمان و زمین، با بدن و روح، با هرج و مرج، با عالم صغیر و توده درهم؛ ماده اولیه در خودش همه رنگ‌ها و همه فلزات بالقوه را داراست؛ چیزی از آن شگفت تر در جهان نیست، چرا که خودش را ایجاد می‌کند، خود را آبستن می‌کند و خودش را می‌زاید.
ماده اولیه با هیولی، آتش اولیه، پروتئوس، نور و عطارد مقایسه شده‌است. مارتین رولند در فرهنگ لغت کیمیاگری خود در سال ۱۶۱۲ بیش از پنجاه مترادف برای ماده اولیه فهرست می‌کند. متن او شامل توجیه اسامی و مقایسه آنها است. او تکرار می‌کند که «فلاسفه آن‌قدر مخلوق خدا را که ماده اولیه نامیده می‌شود، به‌ویژه از نظر کارایی و اسرار آن، تحسین کرده‌اند، که نام‌های بسیاری و تقریباً هر توصیف ممکنی بر آن گذاشته‌اند، چرا که نمی‌دانند چگونه آن را ستایشی درخور کنند .» ویت هشتاد و چهار نام دیگر را فهرست می‌کند.
نامهای اختصاص داده شده به ماده اولیه در فرهنگ لغت کیمیاگری رولند، Lexicon alchemiae sive dictionarium alchemistarum در سال 1612.

- عالم صغیر
- سنگ فلاسفه
- سنگ عقاب
- آب حیات
- زهر (وِنوم)
- زهر (پویزِن)
- حجره
- روح
- دارو
- بهشت
- ابرها
- سحابی یا مه
- شبنم
- سایه (شِید)
- ماه (قمر زمین)
- ستلا سیگناتا و لوسیفر
- آب پایدار
- آب آتشین و سوزان
- نمک نیترات سدیم و نیترات پتاسیم
- آب قلیایی
- عروس، همسر، مادر، حوا
- باکره خالص و مطهر
- شیر باکره، یا fig
- شیر جوشان
- شهد و عسل
- خون روحانی
- حمام
- شربت
- سرکه
- سرب
- قلع
- گوگرد طبیعت
- بزاق ماه
- سنگ معدن
- مار
- اژدها
- مرمر، کریستال، شیشه
- گوهر اسکاتلندی
- ادرار
- منیزی (طباشیر)
- کهربا
- اتثیا سفید
- رطوبت سفید
- دود سفید
- سرگین
- وجود فلزی
- عطارد (تیر)
- روح و بهشت عناصر
- ماده همه شکل‌ها
- تاتار فیلسوفان
- محلول پس مانده
- رنگین کمان
- طلای هندیان (یا سرخ پوستان)
- قلب خورشید
- هرج و مرج
- زهره (ناهید)
- شفادهنده
- فرشتهٔ نور بنفش